# Ліза Енн
Лі́за Енн (англ. Lisa Ann, 9 травня 1972 року, Істон, Пенсільванія, США) — американська порноакторка, режисерка, радіоведуча.

## Порноіндустрія
Закінчила медичний коледж за фахом стоматологія. Щоб платити за навчання, з 1990 року почала танцювати в стриптиз-клубах. З липня 1993 року почала зніматися в порнофільмах, аж до 1997 року, відколи припинила участь у зйомках через страх СНІДу. Кілька років заробляла на життя стриптизом.
2006 року Ліза Енн повернулася в порноіндустрію. Спочатку як агентка, а потім і як порноакторка. У листопаді 2006 року створила власне агентство Clear Talent Management, яке в 2007 році об'єдналося з Seymore Butts 'Lighthouse Agency.
У січні 2011 року CNBC назвав Лізу Енн однією з 12 найпопулярніших зірок у порно.
У квітні 2013 року була включена до зали слави XRCO. Того ж року стала однією з 16 акторок документального фільму Дебори Андерсон «Збуджена» (англ. «Aroused»).

### «Who's Nailin 'Paylin?»
2008 року телеканал Hustler, який належить порномагнату Ларрі Флінту, випустив порнофільм «Who's Nailin' Paylin?»(англ.). Фільм отримав несподівано широке обговорення в ЗМІ. На думку ряду західних журналістів і політологів, скандальний фільм був не тільки черговим пересічним порнофільмом, але й також служив демонстрацією своєрідної сатири, спробою очорнення спрямованої проти кандидатки у віцепрезиденти США на виборах 2008 року Сари Пейлін.
Ліза Енн виконала у фільмі головну роль «розпусної губернаторки» з прямолінійним псевдонімом — Серра Пейлін (англ. Serra Paylin).

## Співпраця з Емінемом
2009 року Ліза Енн знялася в кліпі «We Made You» виконавця Емінема в образі своєї знаменитої «розпусної губернаторки».

## Нагороди
- 2007 XRCO Award — Cumback of the Year[19]
- 2009 AVN Award — MILF/Cougar Performer of the Year[20]
- 2009 Включена до AVN Hall of Fame inductee[20]
- 2009 AEBN VOD Award — Performer of The Year[21]
- 2010 XRCO Award — MILF Of The Year[22]
- 2010 F.A.M.E. Award — Favorite MILF[23]
- 2010 XFANZ Award — MILF of the Year[24]
- 2011 XBIZ Award — MILF Performer of the Year[25]
- 2011 Urban X Award — Best Milf Performer[26]
- 2011 Urban X Awards Hall of Fame inductee[26]
- 2011 AEBN VOD Award — Performer of The Year[27]
- 2012 NightMoves Award — Best MILF Performer (Fan's Choice)[28]
- 2012 NightMoves Award — Best Individual Website (Fan's Choice) — TheLisaAnn.com[28]
- 2012 Urban X Award — MILF Performer of The Year[29]
- 2013 Включена до XRCO Hall of Fame[30]
- 2013 Exxxotica Fanny Award — Who's Your Mommy? (MILF Performer of the Year)[31]
- 2014 AVN Award — Hottest MILF (Fan Award)[32]
- 2014 AVN Award — Best MILF Release за MILF Revolution, режисер[32]